# San Salvador
San Salvador este capitala și cel mai mare oraș din El Salvador. 

## Personalități născute aici
- Nayib Bukele (n. 1981), politician, președinte al statului.